# Esade Business School
Esade Business School es una escuela de negocios de la Universidad Ramon Llull. Su sede principal se encuentra en Barcelona y también dispone de un campus en Madrid. Ofrece titulaciones de grado y postgrado (tanto máster como doctorado).

## Historia
Fue fundada en 1958 con la denominación Escuela Superior de Administración y Dirección de Empresas (Esade).  
Ligada desde sus inicios a la Compañía de Jesús, fue creada por un grupo de empresarios catalanes durante el periodo de aislamiento o autarquía iniciado por la dictadura de Francisco Franco. Estos vieron la necesidad de profesionalizar la formación del empresario y decidieron unirse a la Compañía de Jesús para lograr sus objetivos. El acuerdo con los jesuitas comenzó con la licenciatura en Ciencias Empresariales. Poco a poco se fueron ampliando los estudios y en 1964 ya se impartía el primer programa MBA. 
Las primeras instalaciones fueron en el pasaje Josep Llovera, en Sant Gervasi. En 1965 se trasladaron al campus actual, en Pedralbes, que cuenta con tres edificios: en la avenida de Pedralbes, en la calle de Marquès de Mulhacén y en la avenida de Esplugues. El campus de Esade Pedralbes con una dimensión cercana a los 30 000 metros cuadrados, está próximo a la zona universitaria de la avenida Diagonal.
En 1969, se creó el Centro de Documentación Europea, y en 1995 pasó a formar parte de la Universidad Ramon Llull. En 2001 se abrió un campus en Madrid y en 2003 en Buenos Aires (Argentina). En 2009 se inauguró el campus de Sant Cugat Esade Creapolis.
En 2014, se situó en cuarto lugar del ranking internacional de las escuelas de negocios confeccionado por el periódico británico Financial Times. La escuela de negocios Esade está triplemente acreditada por las tres asociaciones internacionales de acreditación más influyentes: la Association to Advance Collegiate Schools of Business (AACSB) - de Florida, la Asociación de MBA (AMBA) - de Londres y el European Quality Improvement System (EQUIS) - de Bruselas.

## Rankings Internacionales
|                                                        | 2014 | 2015 | 2016 | 2017 | 2018 | 2019 | 2020      |
| FT MBA                                                 | 22   | 19   | 23   | 17   | 20   | 21   | 24        |
| FT MBA for womens Europe                               |      |      |      |      | 1    |      |           |
| FT ExEd - Open                                         | 9    | 7    | 7    | 11   | 21   | 16   | 15        |
| FT ExEd - Custom                                       | 6    | 12   | 18   | 29   | 30   | 14   | 11        |
| FT ExEd - Combined                                     | 5    | 8    | 8    | 16   | 19   | 13   | 11        |
| FT MIM                                                 | 6    | 12   | 9    | 8    | 11   | 11   | 14        |
| Forbes MBA                                             |      | 10   |      | 5    |      | 5    |           |
| QS MBA Worldwide                                       |      |      |      | 17   | 13   | 17   | 13        |
| QS MBA Europe                                          |      |      |      | 7    | 6    | 8    | 6         |
| QS EMBA                                                |      |      |      |      | 23   | 17   | 14        |
| Poets&Quants Best MBA for Entrepreneurship - Worldwide |      |      |      |      |      | 5    | 7         |
| Poets&Quants Best MBA for Entrepreneurship - Europe    |      |      |      |      |      | 1    | 1         |
| The Economist MBA                                      | 24   | 21   | 54   | 48   | 46   | 40   |           |
| El Mundo - BBA                                         | 3    | 4    | 4    | 3    | 2    | 2    | Cancelled |
| América Economía - ExEd                                | 6    | 6    | 4    |      |      |      |           |
| América Economía - MBA                                 | 10   | 12   | 7    | 7    | 9    | 9    | 8         |

## Covid-19
La pandemia Covid-19 ha obligado a todas las escuelas de negocios, también al Esade, a desarrollar un sistema de clases virtuales, además de las presenciales, y una mezcla de ambas, denominada blended, Desde el verano de 2020, cuando empezaron a recibir alumnos y profesores en las aulas, han multiplicado las medidas de seguridad e higiene con ampliación de las distancias, reducción de los aforos y constantes pruebas sanitarias, haciéndose test tanto a profesores como a estudiantes.